# Ulota pygmaeothecia
Ulota pygmaeothecia är en bladmossart som beskrevs av Kindberg 1888. Ulota pygmaeothecia ingår i släktet ulotor, och familjen Orthotrichaceae. Inga underarter finns listade i Catalogue of Life.